# Sabotage à Fort Tempest
Sabotage à Fort Tempest est la seconde histoire de la série de bande dessinée belge Les Casseurs créée par le dessinateur Christian Denayer et le scénariste André-Paul Duchâteau, publiée de no 8 du 17 février à no 19 du 4 mai 1976 pour la version belge — sinon, pour la version française, de no 47 du 3 août à no 51 du 31 août 1976, dans le journal de Tintin et éditée en album cartonné en avril 1977 par les éditions du Lombard.

## Descriptions

### Personnages
- Al Russel
- Brock
- Le patron
- Frederic Russel, le père d'Al

## Publications

### Périodiques
- Tintin :
  -  de no 8 du 17 février à no 19 du 4 mai 1976[1]
  -  de no 47 du 3 août à no 51 du 31 août 1976[2]

### Album
- 2 Sabotage à Fort Tempest, Éditions du Lombard, avril 1977
Scénario : André-Paul Duchâteau - Dessin : Christian Denayer

### Documentation
- Jean Léturgie, « Sabotage à Fort Tempest », Schtroumpfanzine, no 21,‎ juillet 1978, p. 24.